# Ђоле Ђогани
Ђорђе Ђогани (рођ. Хамит Ђогани; 1. јул 1960, Београд), познат као Ђоле Ђогани, српски је музичар, певач, кореограф и атлетичар албанског и српског порекла. Фронтмен је популарног денс дуа Ђогани.

## Биографија
Рођен је 1. јула 1960. у Београду као Хамит Ђогај. Детињство и младост провео је у Миријеву, а потом је био члан АК Црвена звезда и представљао Југославију у атлетским догађајима. Одрастао је у великој породици, са четири сестре и четири брата, који су сви талентовани у музици и плесу.
Године 1990. су заједно основали плесну групу Ђогани фантастико која се затим окреће ка музици уз координисану кореографију. Деведесетих ова група је била на врхунцу славе, а са њом је снимио више хитова који се и данас слушају.
Био је ожењен Слађом Делибашић такође чланицом групе са којом је тада наступао и добио две ћерке: Силвију и Маринелу. После развода од Слађе, живи са Весном Тривић са којом има сина Адриана и ћерку Лауру.

## Дискографија
Као Ђогани фантастико (Ђоле и Слађа)
- Олуја (1993)
- Идемо на Марс (1994)
- Пронађи себе (1996)
- Границе нема (1997)
- Бенседин (1998)
- Да, то је то! (2000)

Као Ђогани (Ђоле и Весна)
- Нови дани (2001)
- Док ја љубим (2003)
- Ђогани (2005)
- (2006)
- Љубав моја (2007)
- Свила (2009)

### Спотови
| Спот                | Година | Режисер                                   |
| ------------------- | ------ | ----------------------------------------- |
| Не дај се           | 1994   | -                                         |
| Идемо на Марс       | 1994   | -                                         |
| Ола, ола, е         | 1994   | -                                         |
| Где си ти ?         | 1995   | -                                         |
| Играј играј         | 1996   | -                                         |
| Остављена без наде  | 1997   | -                                         |
| Скачи               | 1997   | -                                         |
| Дај ми све          | 1997   | -                                         |
| Прво не (да)        | 1998   | -                                         |
| Сваки наш трен      | 1998   | -                                         |
| Лаж                 | 1998   | -                                         |
| Стоп                | 1998   | -                                         |
| Бабарога            | 2001   | Visual Infinity                           |
| 92                  | 2001   | Visual Infinity                           |
| Као као             | 2001   | CODE                                      |
| На силу             | 2003   | -                                         |
| То није то          | 2003   | CODE                                      |
| Док ја љубим        | 2003   | Visual Infinity                           |
| Село                | 2003   | Visual Infinity                           |
| Невидљива           | 2003   | -                                         |
| Сама                | 2003   | -                                         |
| Пепељуга            | 2003   | -                                         |
| Чекам те код колима | 2005   | -                                         |
| Краљ дискотека      | 2006   | -                                         |
| Знам ја             | 2007   | CODE                                      |
| Нема више Циле Миле | 2008   | CODE                                      |
| Супер средство      | 2009   | CODE                                      |
| Анђео без крила     | 2009   | Харис Дубица                              |
| Ајмо сад у провод   | 2010   | CODE                                      |
| Гљива лудара        | 2010   | Харис Дубица                              |
| Без лимита          | 2010   | Харис Дубица                              |
| Јагоде са шлагом    | 2011   | Харис Дубица                              |
| Два другара         | 2011   | CODE                                      |
| Хеј туго моја       | 2012   | Александар Керекеш Кеки/Харис Дубица/CODE |
| Срце ми је застало  | 2013   | CODE                                      |
| Фатална             | 2014   | CODE                                      |
| Таква као ја        | 2014   | CODE                                      |
| Снови од чоколаде   | 2014   | Андреј Илић                               |
| Све бих дала        | 2015   | CODE                                      |
| Хладно, хладно      | 2016   | CODE                                      |
| Женске сузе         | 2016   | Горчин Стојановић                         |
| E.R.R.O.R.          | 2017   | NN Media                                  |
| Инстаграм и хлеба   | 2017   | -                                         |
| Чаша пуна тебе      | 2018   | CODE                                      |
| Sayonara            | 2018   | daVideo                                   |
| Пара на пару        | 2018   | daVideo                                   |
| Ријалити            | 2018   | daVideo                                   |

## Улоге
| Год.  | Назив         | Улога           |
| ----- | ------------- | --------------- |
| 2017. | Истине и лажи | певач на матури |